# Manifest de Verona
El manifest de Verona (conegut també com Carta de Verona) va ser un pla programàtic del govern de la República Social Italiana que definia els objectius polítics del Partit Feixista Republicà nascut de les cendres del Partit Nacional Feixista.
El programa va ser aprovat per l'assemblea dels representants feixistes el 14 de novembre de 1943 durant el Congrés de Verona i pot ser definit com l'acte fundacional de la República Social Italiana.
Els punts del programa no van ser transposats en llei pel Govern de la Repúblic pel que, excepte algunes excepcions, no van ser mai formalment executats.

## Autors
El text va ser redactat oficialment per l'advocat Manlio Sargenti, futur Cap de gabinet del Ministeri de l'Economia Corporativa, amb les contribucions d'Angelo Tarchi, Carlo Alberto Biggini, Francesco Galanti, però l'aportació fonamental en els punts més revolucionaris va ser el de Nicola Bombacci, amb el vistiplau de Benito Mussolini.